# 후쿠오카촌 (미야기현)
후쿠오카촌(福岡村)은 1954년 까지 미야기현 갓타군에 있던 촌이다. 현재의 시로이시시 후쿠오카에 해당한다.

## 역사
- 1889년 4월 1일 - 정촌제 시행과 함께 4촌이 합병해 후쿠오카촌이 성립하였다.
- 1954년 4월 1일 -  시로이시 정, 오다이라 촌, 사이카와 촌, 고스고 촌, 오타카사와 촌, 시라카와 촌과 합병해 시로이시시가 되었다.